# Zigoto chez le couturier

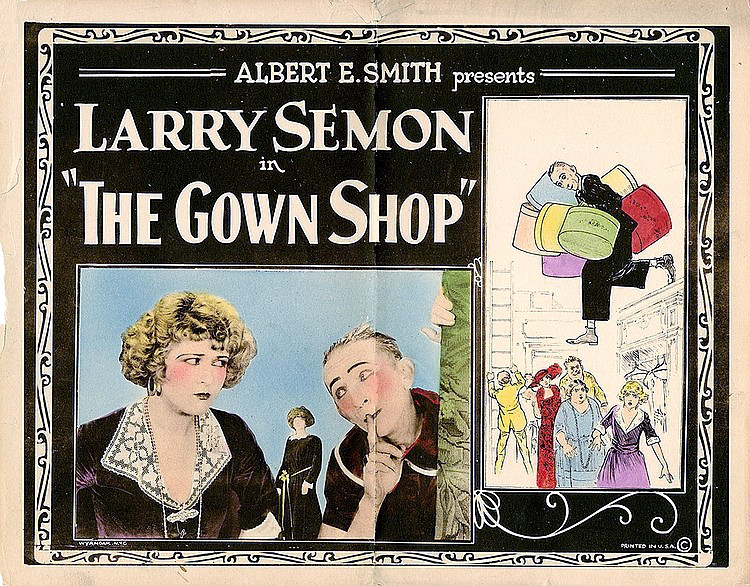
Carte promotionnelle du film.

Zigoto chez le couturier (The Gown Shop) est un film américain réalisé par Larry Semon et sorti en 1923.

## Fiche technique
- Titre original : The Gown Shop
- Réalisation : Larry Semon
- Scénario : Larry Semon
- Production : Larry Semon Productions
- Distributeur : Vitagraph Company of America
- Durée : 2 bobines
- Date de sortie :
  - États-Unis : 14 août 1923[1].

## Distribution
- Larry Semon : Larry, un vendeur
- Kathleen Myers : chef des ventes
- Oliver Hardy : manager du magasin
- Fred DeSilva : la couturière
- Pete Gordon : l'ouvrier
- William Hauber
- Frank Hayes
- James Donnelly : le mari
- Spencer Bell : Janitor
- Harry DeRoy : membre du public
- Dorothea Wolbert : membre du public
- Otto Lederer : membre du public